# بشير مصطفى حمود
بشير مصطفى حمود الشوكيني العاملي (1906 - 1945)، عالم دين شيعي لبناني وشاعر ومبلغ ديني.

## ولادته ونشأته
ولد في العام 1906 في شوكين (جنوب لبنان)، انتقل في سن مبكرة إلى بيروت، ثم انتقل في العام 1936 إلى النجف (العراق) لمتابعة
الدراسات الدينية، وعاد إلى لبنان عام 1944 بعد حصوله على درجة الإجتهاد في الدراسات الدينية، وتوفي في عام 1945.

## دراسته في النجف
في النجف، كانت دراسته على:
- السيد عبد الرؤوف فضل الله.
- الشيخ محمد حسين آل كاشف الغطاء
- والشيخ محمد علي الخراساني
- السيد محمود المرعشي

## عمله
عمل في التجارة، والوعظ والإرشاد.

## شعره
له ديوان صغير مطبوع بعنوان (ديوان البشير)، تم إصداره في العام من قبل دار الإخاء. وغالب شعره يدور حول مراثي أهل البيت بالإضافة لبعض القصائد المختصة بجبل عامل.

## ما قيل فيه
- قال عنه الزركلي ( بشير بن جواد الحمودي الشوكيني العاملي: أديب فقيه من بيت حمود، من الشعراء. له ديوان شعر مطبوع).[5]
- قال عنه الشيخ جعفر السبحاني في موسوعة طبقات الفقهاء: (بشير بن مصطفى بن جواد آل حمود الشوكيني العاملي (1324ـ1364هـ): فقيه إمامي، شاعر، قوي الحافظة. تعلّم ودرس في بلدته وفي بيروت. وقصد النجف (1354هـ)، فحضر على الأعلام: محمد حسين كاشف الغطاء، ومحمد علي الكاظمي، والسيد محمود المرعشي ولازمه وانتفع به كثيراً. وعاد إلى بيروت سنة (1363هـ)، فقام بالتوجيه والإرشاد والتعليم والتهذيب. له ديوان شعر صغير مطبوع).[6]
- قال عنه في موسوعة شعراء الغري: (بشير (الشيخ) ابن مصطفى بن جواد الشوكيني العاملي (1324 ـ 1364، عالم فقيه، مجتهد جليل، أديب شاعر فاضل، ولد بشوكين في عائلة فقيرة متواضعة، وأخذ مبادئ العلوم والمقدمات، ولما لم يكن عند اُسرته ما يقوم بنفقاتهم العائلية، لذلك توجه إلى بيروت وتاجر مع أخيه، ولكنّه كان ذا رغبة وهمة لطلب العلم، فأصبح في النهار تاجراً وفي الليل طالباً، ومتعلماً، وأديباً، ينظم ويرتب القوافي والأوزان، وظهر نبوغه وذاعت قوافيه، واتجهت إليه الأفكار، ففكر في العمل والسعي وراء العلم والجد في طلبه، وأخبر إخوته بعقيدته وأنّه ملزم نفسه بالرحيل لطلب العلم، فهاجر إلى النجف الأشرف عام 1354،... وكان حسن الأخلاق سليم القلب كريم النفس، قويّ الحافظة للغاية يمر بالمطالب مرة فيحفظها، وفي الوقت نفسه شاعراً أديباً جيد القريحة، عاد إلى بيروت في شوال 1363 وقام بالتوجيه والإرشاد الديني والأخلاقي، وعلّم وهذب وظهرت آثار علمه على عقلية جماعة ممن أغواهم الهوى، فعادوا إلى الصراط المستقيم، ولم يطل عمره فقد مات في 1364 ، ولم يتجاوز الأربعين عاماً. وخلف: الحاج مرتضى حمود).[7]

## وصلات خارجية
- ترجمة بشير حمود في معجم البابطين
- ترجمة الشيخ بشير في المدونة العاملية